# Guianacara
Guianacara là một chi nhỏ của họ cá hoàng đế đặc hữu đối với môi trường sống nước ngọt ở vùng Guiana Shield, Nam Mỹ. Chúng chủ yếu sống trong các con sông và suối có dòng chảy bình thường hay chậm, nhưng chúng cũng xuất hiện ở các đầm phá bị ngập trong mùa lũ They are typically found over bottoms consisting of sandy patches intermixed with large rocks.. Chúng thường được tìm thấy ở những khu vực mà đáy có những mảng cát xen lẫn với những tảng đá lớn.
Về hình thái thì ở các loài khác nhau đều có một sọc đen qua mắt tuy nhiên độ đậm của nó thay đổi theo từng loài, ở giữa phần thân của con trưởng thành có một sọc đen. Chiều dài tiêu chuẩn của một cá thể trưởng thành có thể lên tới 12 cm (4,7 in) Chúng đạt độ dài tiêu chuẩn là 12 cm (4,7 in) và thức ăn chủ yếu là các loại động vật không xương sống nhỏ.

## Loài
Trong số các loài cá hoàng đế thì chỉ có bảy loài là được các nhà nghiên cứu đưa vào chi Guianacara:
- Guianacara cuyunii López-Fernández, Taphorn & S. O. Kullander, 2006
- Guianacara dacrya Arbour & López-Fernández, 2011
- Guianacara geayi (Pellegrin, 1902)
- Guianacara oelemariensis S. O. Kullander & Nijssen, 1989
- Guianacara owroewefi S. O. Kullander & Nijssen, 1989
- Guianacara sphenozona S. O. Kullander & Nijssen, 1989
- Guianacara stergiosi López-Fernández, Taphorn & S. O. Kullander, 2006